# Ritten Sport
Ritten Sport (Rittner Buam) je profesionální italský hokejový tým z Rittenu v Itálii, který hraje v Alps Hockey League. Sídlí ve vesničce Collalbo a klubové barvy jsou bílá, modrá a červená.

## Historie
Klub byl založen v roce 1984 pod názvem SV Renon (SportVerein Ritten) sloučením vítěze Serie C, Sport Club Renon (SC Ritten), s kluby HC Auna di Sotto (HC Unterinn) a WSV Corno del Renon (WSV Rittnerhorn). V roce 2004 se název změnil na Renon Sport (Ritten Sport) a poté na Ritten Sport Hockey.

## Úspěchy
- Série A: 5 (2014, 2016, 2017, 2018, 2019)
- Série B: 2 (1986, 1999)
- Italský pohár: 3 (2010, 2014, 2015)
- Italský superpohár: 5 (2009, 2010, 2017, 2018, 2019)
- Alpská hokejová liga: 1 (2017)